# Memorial Zaisan
El Memorial Zaisan (en mongol: Зайсан) es un monumento al sur de la capital de Mongolia, Ulán Bator, que honra a los soldados soviéticos caídos en la Segunda Guerra Mundial. Situado en una colina al sur de la ciudad, el monumento consta de un cuadro conmemorativo circular que representa escenas de la amistad entre los pueblos de la Unión Soviética y Mongolia. El mural representa escenas como el apoyo soviético para la declaración de la independencia de Mongolia en 1921, la derrota del Ejército de Kwantung japonés por los soviéticos en la batalla de Jaljin Gol en la frontera con Mongolia en 1939, la victoria sobre la Alemania nazi y los logros en tiempos de paz como los vuelos espaciales soviéticos.